# NGC 625
NGC 625 (również PGC 5896) – magellaniczna galaktyka spiralna z poprzeczką (SBm), znajdująca się w gwiazdozbiorze Feniksa. Odkrył ją James Dunlop 2 września 1826 roku. Galaktyka ta należy do grupy galaktyk w Rzeźbiarzu i znajduje się w odległości około 11,5 miliona lat świetlnych od Ziemi. NGC 625 to karłowata galaktyka gwiazdotwórcza.